# Сюбле, Алессандра
Алесса́ндра Сюбле́ (фр. Alessandra Sublet; род. 5 октября 1976, Лион) — французская радио- и телеведущая.

## Биография
Алессандра Сюбле родилась в Лионе в семье футболиста Жоэля Сюбле, игравшего за «Олимпик» в 1970-х годах. Она является двоюродной сестрой футболиста Вилли Саньоля.

### Карьера
Получив в Лионе образование (в области communications and audiovisual), Алессандра в 1997 году начала свою карьеру на радио Nostalgie, а затем переехала в Нью-Йорк, где стала ведущей на канале MTV. Вернувшись во Францию, она в 2000 году стала работать на радио Nova, а в 2003 году — на FG DJ Radio.
В 2003 году Сюбле начала свою телевизионную карьеру, проработав около года на телеканале Match TV, где вела программу J’y étais. Она также была ведущей программ Combien ça coûte? на телеканале TF1 и La Matinale на телеканале Canal+.
С 2006 года Сюбле начала работать на телеканале M6. В сентябре она заменила Виржини Эфира в программе Classé Confidentiel. В ноябре 2006, 2007 и 2008 годов она была ведущей первых трёх сезонов талант-шоу La France a un incroyable talent. В декабре 2006 года она была ведущей второго сезона шоу L’Amour Est Dans Le Pre (французская версия шоу «Фермер ищет жену»), заменив забеременевшую Вероник Мунье.
В июне 2009 года Сюбле покинула M6 и перешла на France Télévisions. С сентября 2009 года по май 2013 года она вела ежедневную программу C à vous на канале France 5. В декабре 2009 года Сюбле была соведущей телемарафона Telethon на канале France 2. В январе 2010 года она была одной из ведущих телешоу, посвящённого сбору средств в помощь пострадавшим от землетрясения на Гаити в 2010 году, которое транслировалось на канале France 2.
В сентябре 2010 года Сюбле стала ведущей утренней еженедельной программы Je hais les dimanches, выходящей по воскресеньям на радио France Inter. В феврале 2011 года она покинула France Inter, чтобы сосредоточиться на работе на телевидении. В апреле 2011 года Сюбле была ведущей первой части благотворительного шоу Les grandes voix du Sidaction на канале France 2.
В 2011 и 2013 годах Сюбле рекламировала косметику Garnier Ultralift. 2 мая 2013 года в издательстве Flammarion вышла её книга T’as le blues baby?.

### Личная жизнь
Первый раз Сюбле была замужем с апреля 2008 по июнь 2009 года.
28 июня 2012 года Сюбле родила дочку Чарли от кино- и телепродюсера Клемана Мизереса. В том же году они поженились. В августе 2014 года у пары родился второй ребёнок — сын Альфонс.